# بورگو اسپرینگز (کالیفرنیا)
بورگو اسپرینگز (به انگلیسی: Borrego Springs) یک منطقهٔ مسکونی در ایالات متحده آمریکا است که در شهرستان سن دیگو، کالیفرنیا واقع شده‌است. بورگو اسپرینگز ۱۱۲٫۴۳ کیلومتر مربع مساحت و ۳٬۴۲۹ نفر جمعیت دارد و ۱۸۲ متر بالاتر از سطح دریا واقع شده‌است.